# Ácido succínico
El ácido succínico (IUPAC, ácido butanodioico)  es un ácido dicarboxílico de fórmula C4H6O4. Se trata de un sólido cristalino de color blanco, que en disolución acuosa se ioniza produciendo iones succinato. Su nombre proviene del latín succinum, que quiere decir ámbar, de donde puede extraerse.

## Propiedades
En forma de anión succinato, interviene en el ciclo de Krebs, reduciendo al flavín adenín dinucleótido (FAD), una coenzima, y permitiendo así la generación de energía por fosforilación oxidativa, tras la cesión de electrones a intermediarios de la cadena de transporte de electrones, según la reacción siguiente:
succinato + FAD → fumarato + FADH2

## Ocurrencia
Este ácido puede ser encontrado en la naturaleza en muchas frutas aún no maduras, y también aparece en la fermentación del vino y de la cerveza. Se encuentra sobre todo en los músculos, en hongos, en el ámbar y otras resinas, de donde se extrae por destilación. Se obtiene por hidrogenación de los ácidos maleico y fumárico, y en la industria se sintetiza a partir del acetileno y del formaldehído.

## Usos
Se utiliza en la fabricación de lacas, colorantes, en perfumería, en medicina, como aditivo alimentario (E-363, que produce desregulación del sistema de la leptina y así hambre y obesidad) y como reactivo para la fabricación de plásticos biodegradables.